# Garelli Formuno
Il Formuno è un ciclomotore costruito dalla Garelli dal 1986 al 1991.

## Il contesto
Nato per fronteggiare la crisi che stava colpendo il mercato motociclistico italiano e in particolare la Garelli, il Formuno deriva dal Vip 4V, da cui è ripreso il motore (aggiornato con comando del cambio a sinistra ed accensione elettronica).
Il design del Formuno è di Carlo Gaino dello studio Synthesis design.
La ciclistica è nuova: dal telaio monotrave del Vip si passa a un doppia culla in tubi ovali, rivestito da una carenatura in plastica. Nuove anche le sospensioni: all'anteriore una forcella telescopica a perno non in asse, mentre al posteriore si adotta un monoammortizzatore.
Successivamente la Garelli aggiornò il Formuno (divenuto disponibile nelle due versioni Raid e Road), equipaggiandolo con un freno a disco all'anteriore e con un puntale paramotore. Il cambio, inizialmente a quattro rapporti, fu in seguito portato a tre marce a seguito delle modifiche apportate al Codice della Strada sul finire degli anni ottanta.
La crisi finanziaria della Garelli fece cessare la produzione del Formuno nel 1991.
Il nome è stato riutilizzato intorno al 2001 da una azienda che produce in Cina senza conservare alcuna altra caratteristica tecnica: il nuovo modello è infatti uno scooter da 125 cm³ di cilindrata.